# Лилково
Лилково е село в Южна България. То се намира в община Родопи, област Пловдив.

## География
Село Лилково е разположено в Централните Родопи (дял Чернатица). Близо е до десния бряг на река Лилковска (Възрека) (Елшица). Намира се на 36 км. от Пловдив на 1440 м.н.в., както и на най-прекия път за Беломорска Тракия. На 15 километра от селото е хижа „Персенк“, още по-близо е връх „Модър“, а недалеч от Лилково е и летовището „Бяла черква“.

## История
Старото му име е Демерджикьой, което на турски означава „желязно село“.
Друга легенда е, че по времето на византийското господство в Родопите кръстосвал с дружина Лило войвода и в района на Лилково било неговото хайдушко сборище. Дружината му вардела керванските пътища и нападала търговците, които минавали оттук на път за Беломорието. Постепенно около Лило войвода и неговите хора се събрали и други непокорни на византийските власти и когато по тези места дошли българите, хората на Лило се установили за постоянно и новото селище било наречено на негово име.

## Население
Численост на населението според преброяванията през годините:
| \| Година на преброяване \| Численост \| \| --------------------- \| --------- \| \| 1934 \| 1007 \| \| 1946 \| 1054 \| \| 1956 \| 925 \| \| 1965 \| 462 \| \| 1975 \| 161 \| \| 1985 \| 111 \| \| 1992 \| 97 \| \| 2001 \| 47 \| \| 2011 \| 28 \| \| 2021 \| 56 \| \| 2023 \| 38 \| |           |
| Година на преброяване | Численост |
| 1934 | 1007      |
| 1946 | 1054      |
| 1956 | 925       |
| 1965 | 462       |
| 1975 | 161       |
| 1985 | 111       |
| 1992 | 97        |
| 2001 | 47        |
| 2011 | 28        |
| 2021 | 56        |
| 2023 | 38        |

### Етнически състав
Численост и дял на етническите групи.
|              | Численост | Дял (в %) |
| Общо         | 38        | 100       |
| Българи      | 36        | 95.0      |
| Турци        | 0         | 0.00      |
| Цигани       | 0         | 0.00      |
| Французи     | 2         | 5.0       |
| Други        | 0         | 0.00      |
| Неотговорили | 0         | 0.00      |

## Обществени институции
Преди освободителната руско-турска война от 1877 – 78 година, а известно време и след това до 1899 година, в училището на Лилково са се обучавали само момчета. От 1876 година до 1879 година учител в Лилково е бил Калин Славов от Ситово. За училище продължава да служи Стояновата къща. През 1880 година е изградена първата училищна сграда в близост до църквата. В същата сграда след време се помещава кметството на селото. Пръв учител в новото училище е Георги Тасков от Ситово. През 1961 г. е завършен строежа на новата училищна сграда. През 1973 г. училището с последен директор Коста Папазов е закрито поради липса на ученици. Сградата на училището по-късно се използва за ученически лагери. По-късно в наши дни сградата на училището е превърната в хотел.

## Културни и природни забележителности
- Каменната църква „Свети Архангел“, чийто градеж е започнал през лятото на 1858 г., а е завършен на следващата година.
- Река Лилковска, приток на река Първенецка

## Граждански организации
- СНЦ „Заедно за Лилково“ е сдружение с нестопанска цел създадено през м. Юли 2020 г., от местни дейци с цел гражданско обединение на жителите и собствениците на имоти в село Лилково, област Пловдив. Целта на сдружението е да обедини местните в името на по доброто бъдеще на селото и постигане на общите цели на мнозинството от населението, както и да оказва индивидуална помощ и съдействие при необходимост. СНЦ „Заедно за Лилково“ има два контролни органа – управителен съвет и надзорен съвет. Първи и настоящ председател е г-н Димитър Балев. Сдружението продължава да се разраства, и все повече граждани се включват като членове и предлагат своята подкрепа. Девизът на обединението е „Заедно сме по силни“.
- НЧ „Родопска Искра 2020“ – читалищната организация е създадена през 2020 г. по инициатива на СНЦ „Заедно за Лилково“

## Редовни събития
- Годишен събор – всяка първа събота на месец юни.
- Летен събор и фолклорен фестивал „Лилково поСреща“ – 12.08.2023 (Всяка година се провежда на различна дата и се организира от СНЦ „Заедно за Лилково“ и НЧ „Родопска искра 2020“)
- Храмов празник – 8 ноември